# 托妮亚·考奇
托妮亚·考奇（英語：Tonia Couch，1989年5月20日—），英國女子跳水運動員。

## 簡歷
2008年，托妮亚·考奇代表英國參加中國北京舉行的奥林匹克运动会跳水比賽，與Stacie Powell搭檔出戰女子雙人10米跳台賽事，最終獲得第8名；此外，她也在單人10米跳台賽事獲得第8名。
2012年，托妮亚·考奇代表英國參加英国倫敦舉行的奥林匹克运动会跳水比賽，與莎拉·巴罗搭檔出戰女子雙人10米跳台賽事，最終獲得第5名。